# ホールマン投射機

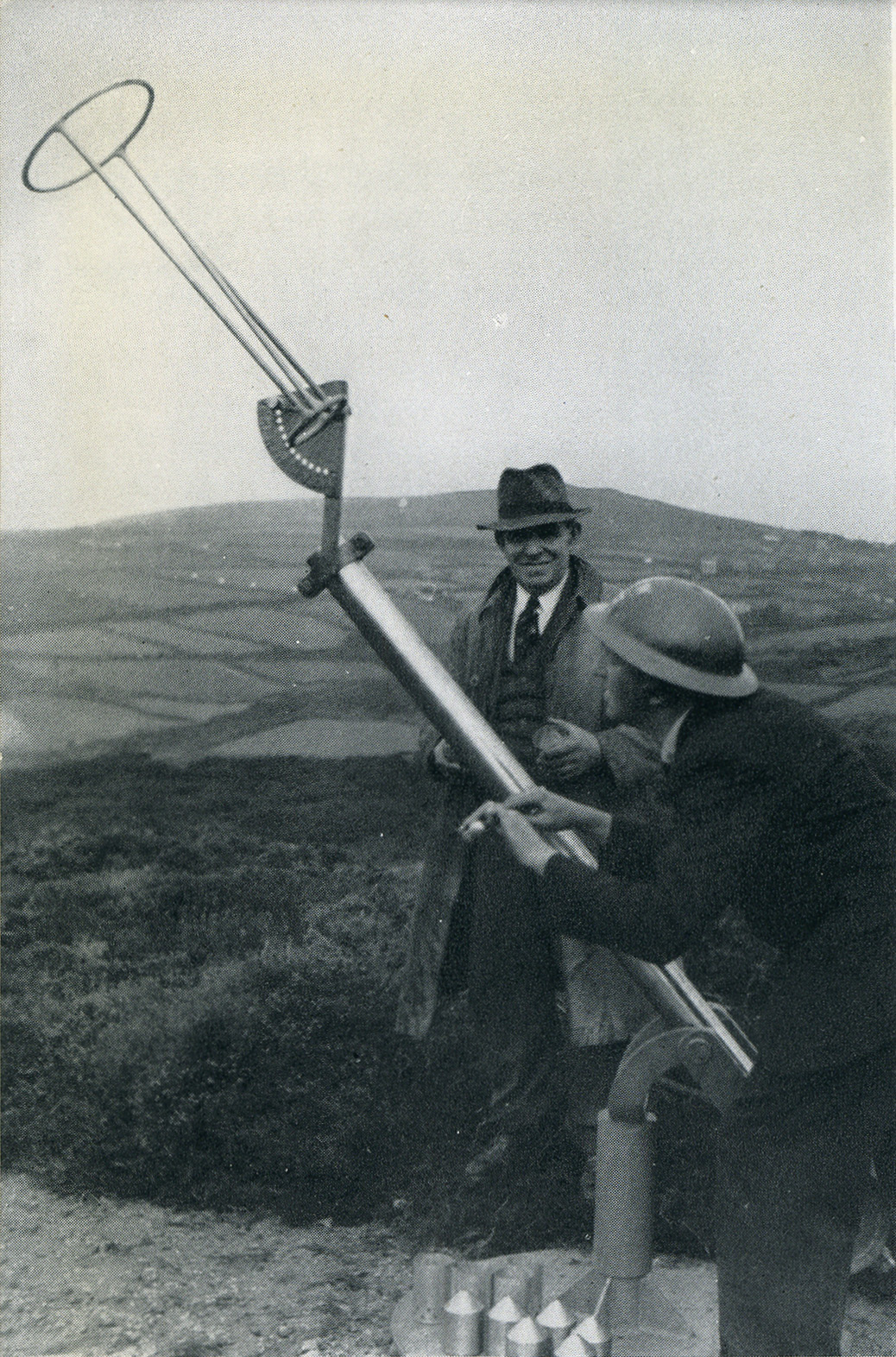

ホールマン投射器(Holman Projector)とは、第二次世界大戦でイギリス海軍が使用した対空兵器である。

## 概要
ホールマン社(w:en:Holman Bros Ltd)によって開発された。圧縮空気または船舶のボイラーで生み出される高圧蒸気を使用して爆弾を空中へ投射する兵器でガス迫撃砲の一種である。
主に1940年前半から1941年後半にかけて使用された。
対空兵器が不足していた時期の応急兵器として採用された物で対空砲が十分に配備されるようになると廃止された。

## Mk I
長さ4フィート半のライフリングの無い砲身を持ち、砲弾を落とし込むと圧縮空気によって高度600フィートまで打ち上げる。
砲弾は3．5秒の時限信管を持つ手榴弾であった。
Mk Iの公式試験は1940年2月に行われ成功であると評価され、1000個が生産され船舶に装備された。
配備から三週間後には初めての撃墜報告がされた。

## Mk II
Mk IIは船舶のボイラーで生み出される高圧蒸気を使用して打ち上げる方式に改良された。

## Mk III
1941年から生産が始まったバージョンで、半自動式になり高度1000フィートまで打ち上げることができるようになった。
Mk IVも製造されたが、すでに時代遅れであり、実戦配備はされなかった。